# Aidoniá (ort i Grekland, Nomós Ártas)
Aidoniá är en ort i Grekland.   Den ligger i prefekturen Nomós Ártas och regionen Epirus, i den centrala delen av landet, 250 km nordväst om huvudstaden Aten. Aidoniá ligger 425 meter över havet och antalet invånare är 131.
Terrängen runt Aidoniá är bergig åt nordost, men åt sydväst är den kuperad. Aidoniá ligger nere i en dal. Runt Aidoniá är det glesbefolkat, med 9 invånare per kvadratkilometer. Närmaste större samhälle är Raptópoulon, 16,8 km söder om Aidoniá. 